# یوگنی گاوریلنکو

یوگنی گاوریلنکو (بلاروسی: Яўген Міхайлавіч Гаўрыле́нка؛ زادهٔ ۵ آوریل ۱۹۵۱) دونده، و ورزشکار دو و میدانی اهل بلاروس است.